# Magyar futsalbajnokság (első osztály)
A magyar futsalbajnokság élvonalbeli versenyét 1993 óta rendezik meg, a lebonyolítás az évek során többféle módon történt. Hagyományos neve: NB I. (nemzeti bajnokság). Napjainkban a Magyar Labdarúgó-szövetség szervezi. A rekordbajnok a nyolcszoros győztes Rába ETO. A címet az 1. Futsal Club Veszprém védi.

## Története
A futsal, ismertebb nevén a kispályás labdarúgás az 1960-as évek elején terjedt el hazánkban. Ezekben az időkben jellemzően a nagypályás labdarúgók profi karrierjük végén, hobbiból vagy levezetésképp futsaloztak. A Magyar Ifjúság Kupa volt az első országos szintű megmérettetés, ennek győztese egy Mexikóban rendezett tornán vehetett részt.
A fővárosi klubok közül elsőként a Külker és az Aramis alapította meg futsalcsapatát, Budapesten pedig elkezdték szervezni az első hivatalos országos bajnokságot. Megjelentek az első vidéki csapatok is, így például az Egri Fiúk és a MEGGY Miskolc. 1993-ban megalapították a Kelet Magyarországi Kispályás Labdarúgó Ligát, amely összefogta az ország ide eső részeinek csapatait. Hivatalosan szakág 1989-ben alakult a Magyar Labdarúgó-szövetség szervezésében, a Kispályás Bizottság irányításával.
Magyarországon 1991 óta rendezik meg az országos kispályás-bajnokságot. Az első két évben csak nyári salakos bajnokság létezett, ennek lezárása egy kétnapos torna volt első alkalommal 48, majd 54 csapattal. 1993–1995-ig maradt a nyári salakos torna, valamint télen is szerveztek teremtornát és a kettő összesítése alapján került ki a bajnokság győztese. 1995–96-os kezdettel rendeztek egész éven át tartó országos bajnokságot. Három régióban rendezték az alapszakaszt, majd következett a rájátszás ahol két hatcsapatos csoportot alakítottak, mindkét csoportban három vidéki és három fővárosi csapat kapott helyet. A csoportok győztesei a bajnoki címért, míg a második helyezettek a bronzéremért játszottak.
Az 1996–97-es bajnokságtól az alapszakaszt két csoportban játszották a Nemzeti Bajnokság I. nevet viselő bajnokságban. Az alapszakasz végén mindkét csoportból hat-hat csapat harcolta ki a részvételt a rájátszásba, ahol az előző versenykiíráshoz hasonlóan küzdöttek meg a bajnoki címért. Az 1997–98-as bajnokságtól 16 élvonalbeli és 15 másodosztályú csapat játszik megegyező rendszerben, oda-vissza alapon. A bajnokságot őszi-tavaszi rendszerben szervezik. A 2010-es években többször is módosult a lebonyolítási rendszer, de ez többnyire csak a másodosztályt érintette. A jelenlegi rendszer a 2022/2023-as bajnokság óta van érvényben. Az NB II-ben nyugati és keleti csoport alapú a bajnokság, míg az NB I-ben pedig egy 12 fős csoport van.

## Csapatok 2025/26[3]
- A’ Studió Futsal Nyíregyháza
- Aramis SE
- DEAC
- H.O.P.E. Futsal
- Haladás VSE
- Magyar Futsal Akadémia
- MVFC Berettyóújfalu
- Nyírbátor B-Kerép
- PTE-PEAC
- SG Kecskemét Futsal
- Újpest FC
- Vehir.hu Futsal Veszprém

## Bajnokok és a csapatok edzői[2]
| Szezon    | Bajnok                  | Edző                            |
| 1993      | Lőrinc FC               |                                 |
| 1994      | Apenta Nestlé           |                                 |
| 1995      | Lőrinc FC               |                                 |
| 1995/1996 | Külker FC               |                                 |
| 1996/1997 | Apenta Nestlé           |                                 |
| 1997/1998 | Aramis SE               | Ritter Imre                     |
| 1998/1999 | Külker FC               | Kis János                       |
| 1999/2000 | Aramis SE               | Ritter Imre és Illés Imre       |
| 2000/2001 | Üllő FC Cső-Montage     | Kozma Mihály                    |
| 2001/2002 | Üllő FC Cső-Montage     | Kozma Mihály                    |
| 2002/2003 | Üllő FC Cső-Montage     | Kozma Mihály és Nahóczky Attila |
| 2003/2004 | Rubeola FC Csömör       | Mucha József                    |
| 2004/2005 | Aramis SE               | Soós Ferenc                     |
| 2005/2006 | Gödöllői FK             | Nahóczky Attila és Kis János    |
| 2006/2007 | Gödöllői FK             | Kis János és José Gerardo       |
| 2007/2008 | MVFC Berettyóújfalu     | Szitkó Róbert                   |
| 2008/2009 | MVFC Berettyóújfalu     | Szitkó Róbert                   |
| 2009/2010 | Győri ETO Futsal Club   | Kozma Mihály                    |
| 2010/2011 | Győri ETO Futsal Club   | Paco Araujo és Artur Melo       |
| 2011/2012 | Győri ETO Futsal Club   | Artur Melo és Marcos Angulo     |
| 2012/2013 | Győri ETO Futsal Club   | Marcos Angulo                   |
| 2013/2014 | MVFC Berettyóújfalu     | Turzó József                    |
| 2014/2015 | Győri ETO Futsal Club   | Jordi Illa Solé                 |
| 2015/2016 | Győri ETO Futsal Club   | Jordi Illa Solé                 |
| 2016/2017 | Győri ETO Futsal Club   | Marcos Angulo                   |
| 2017/2018 | Győri ETO Futsal Club   | Javi Rodríguez                  |
| 2018/2019 | MVFC Berettyóújfalu     | Sergio Mullor Cabrera           |
| 2019/2020 | -                       | -                               |
| 2020/2021 | Haladás VSE             | Juan Ramón Calvo Rodríguez      |
| 2021/2022 | Haladás VSE             | Juan Ramón Calvo Rodríguez      |
| 2022/2023 | Haladás VSE             | Juan Ramón Calvo Rodríguez      |
| 2023/2024 | Haladás VSE             | Felipe Conde                    |
| 2024/2025 | 1. Futsal Club Veszprém | Javi Rodríguez                  |

## Bajnoki címek csapatok szerint[4]
| Csapat                  | Bajnoki címek | Szezonok                                                                               |
| ----------------------- | ------------- | -------------------------------------------------------------------------------------- |
| Győri ETO Futsal Club   | 8             | 2009/2010, 2010/2011, 2011/2012, 2012/2013, 2014/2015, 2015/2016, 2016/2017, 2017/2018 |
| Haladás VSE             | 4             | 2020/2021, 2021/2022, 2022/2023, 2023/2024                                             |
| MVFC Berettyóújfalu     | 4             | 2007/2008, 2008/2009, 2013/2014, 2018/2019                                             |
| Aramis SE               | 3             | 1997/1998, 1999/2000, 2004/2005                                                        |
| Üllő FC Cső-Montage     | 3             | 2000/2001, 2001/2002, 2002/2003                                                        |
| Apenta Nestlé           | 2             | 1994, 1996/1997                                                                        |
| Gödöllői FK             | 2             | 2005/2006, 2006/2007                                                                   |
| Külker FC               | 2             | 1995/1996, 1998/1999                                                                   |
| Lőrinc FC               | 2             | 1993, 1995                                                                             |
| 1. Futsal Club Veszprém | 1             | 2024/2025                                                                              |
| Rubeola FC Csömör       | 1             | 2004/2005                                                                              |

## Külső hivatkozások
- Futsal az MLSZ honlapján